# 小畢的故事 (電影)

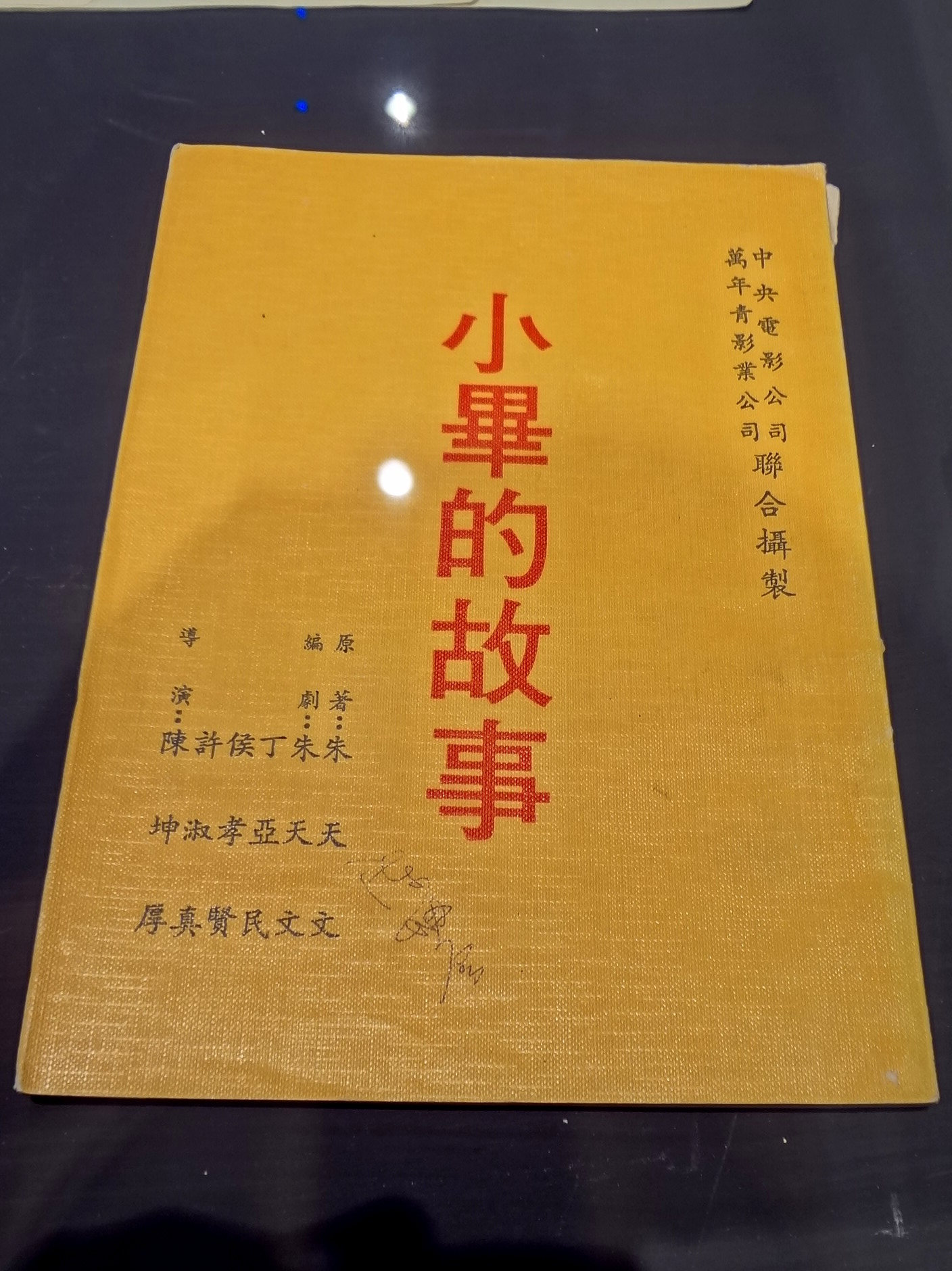
《小畢的故事》劇本

《小畢的故事》1983年台灣電影，陳坤厚執導，依據台灣作家朱天文所撰寫的同名小說為基礎改編。

## 評價
上映後，寫實創新的電影風格，觀眾口碑反應不俗，兼顧藝術價值與票房收益。至今，本片也被普遍視為「台灣新電影」的開端作品之一，佔有著舉足輕重的地位。

## 概述
劇情描述一位眷村青少年的成長故事，從年少輕狂的懵懂無知，到成年的成熟穩重，傳達早期台灣生活的真切與感懷。整個舞臺在臺北縣淡水鎮（現新北市淡水區）取景，攝取日本傳統建築風格，傳達早期台灣眷村生活及回憶。

## 人物介紹
| 演員   | 角色   | 介紹                             |
| 鈕承澤 | 畢楚嘉 | 中學時期                         |
| 張純芳 | 林秀英 | 小畢母親                         |
| 崔福生 | 畢大順 | 小畢繼父。                       |
| 顏正國 | 畢家恩 | 小畢大弟                         |
| 侯蘊華 | 朱小凡 | 小畢同學。自小學起的青梅竹馬     |
| 張世   |        |                                  |
| 孫鵬   |        |                                  |
| 庹宗華 | 畢楚嘉 | 成年時期                         |
| 禹黎朔 | 小雲   | 秀英好友                         |
| 伊繩祖 | 畢楚嘉 | 低年級。原姓林，隨媽媽改嫁後改姓 |
| 鄭傳文 | 畢楚嘉 | 四年級                           |

## 獎項紀錄

### 金馬獎
| 年份 | 典禮         | 獎項         | 入圍                           | 結果 |
| 1983 | 第20屆金馬獎 | 最佳劇情片   | 中影股份有限公司               | 獲獎 |
| 1983 | 第20屆金馬獎 | 最佳導演     | 陳坤厚                         | 獲獎 |
| 1983 | 第20屆金馬獎 | 最佳女主角   | 張純芳                         | 提名 |
| 1983 | 第20屆金馬獎 | 最佳男配角   | 鈕承澤                         | 提名 |
| 1983 | 第20屆金馬獎 | 最佳改編劇本 | 朱天文、侯孝賢、丁亞民、許淑真 | 獲獎 |

### 其他
| 年份 | 典禮           | 獎項           |
| 1983 | 西班牙希洪影展 | 最佳劇情片     |
| 1983 | 香港電影金像獎 | 年度十大華語片 |

## 電影歌曲
| 曲別   | 歌名       | 演唱   | 作詞   | 作曲   |
| 主題曲 | 小畢的故事 | 禹黎朔 | 謝材俊 | 黃韻玲 |
| 插曲   | 少年的小畢 | 禹黎朔 | 小野   | 李宗盛 |

## 逸事
製作前，當時小野在繳付《小畢的故事》的企劃書中，他是這樣寫的：「本片最主要的目的是以青少年成長受挫之後逐漸領悟人生的意義，最後決定投考軍校，報效國家」。
台灣導演陳坤厚與侯孝賢為彌補資金上的不足，將自己的房屋分別質押及販售，總共集資200萬元新台幣，才湊足所需要拍攝金額。

## 關聯作品
- 《小畢從軍去》

## 備註
1. ↑  香港電影票房 1985 〔華語電影〕，〈香港電影票房全紀錄〉
2. ↑  1983年台灣票房 的存檔，存档日期2007-11-26.，〈台灣電影資料庫〉
3. ↑  小野〈小小撤個謊：新電影傳奇〉。楊澤編，1999年，《狂飆八Ｏ：記錄一個集體發聲的年代》，台北：時報文化，第132—140頁
4. ↑  金馬獎導演陳坤厚　當年押房子拍戲 （页面存档备份，存于），〈TVBS〉

## 外部連結
- 開眼電影網上《小畢的故事》的資料（繁體中文）
- 香港影庫上《小畢的故事》的資料（繁體中文）
- 豆瓣电影上《小畢的故事》的資料 （简体中文）
- 时光网上《小畢的故事》的資料（简体中文）
- 爛番茄上《小畢的故事》的資料（英文）
- AllMovie上《小畢的故事》的资料（英文）
- 互联网电影数据库（IMDb）上《小畢的故事》的资料（英文）
- 小畢的故事（Growing Up），〈台灣電影資料庫〉